# Traktarny zavod (metropolitana di Minsk)
La stazione Traktarny zavod (Трактарны завод; in russo Тракторный завод?, Traktornyj zavod) è una stazione della metropolitana di Minsk, posta sulla linea Aŭtazavodskaja.